# Chudenínská lípa
Chudenínská lípa je památný strom ve vsi Chudenín, západně od Nýrska. Lípa malolistá (Tilia cordata) roste na návsi u barokní kapličky, v nadmořské výšce 480 m. Obvod jejího kmene měří 552 cm a koruna stromu dosahuje do výšky 33,5 m (měření 2000). Lípa je chráněna od roku 1978 pro svůj vzrůst, jako krajinná dominanta a součást památky.

## Stromy v okolí
- Hadravská lípa